# Vudnejavri
Vudnejavri eller Vudnijävri är en sjö i Finland. Den ligger i kommunen Utsjoki i landskapet Lappland, i den norra delen av landet, 1 100 km norr om huvudstaden Helsingfors. Vudnejavri ligger 293,4 meter över havet. Omgivningarna runt Vudnejavri är i huvudsak ett öppet busklandskap. Arean är 74,3 hektar och strandlinjen är 6,5 kilometer lång. Sjön  ingår i Tana älvs huvudavrinningsområde. 